# Johann Friedrich Konrad von Ligerz
Johann Friedrich Konrad von Ligerz (französisch Jean Conrad Frédéric de Gléresse; * in La Neuveville, getauft 16. September 1706 in Le Landeron; † 10. Juli 1777 in Porrentruy; heimatberechtigt in La Neuveville) war fürstbischöflich Basler Landhofmeister. Mit seinen Söhnen starben 1817, 1818 und 1819 die letzten männlichen Nachkommen der Familie Ligerz.

## Leben und Wirken
Konrad von Ligerz wurde 1706 geboren. Seine Eltern waren der Maire Franz Georg von Ligerz und Maria Agatha Agnes, Baronin von Kageneck. Er heiratete 1738 Victoire Madeleine Rinck von Baldenstein (1719–1810), Tochter eines Vogts und Schwester des Fürstbischofs Josef Wilhelm Rinck von Baldenstein. Ligerz zog 1724 nach Porrentruy und wurde Hofkavalier, 1731 Hofrat, später Kastlan der Ajoie sowie Geheimrat. Im Jahr 1763 zum Landhofmeister ernannt, präsidierte er den Geheimrat, den Hofrat und die Finanzkammer des Fürstbistums. Ligerz verhandelte mit einem weiteren Bistumsvertreter am 20. Februar 1758 den Vertrag von Biel aus. Die Spannungen zwischen dem Fürstbischof und den Städten Bern, Biel und La Neuveville konnten erfolgreich beendet werden.
Konrad von Ligerz wurde als Bauherr des 1751 vollendeten Hôtels de Gléresse in Porrentruy bekannt. Die Pläne zeichnete Johann Caspar Bagnato. Das Gebäude ging in den Besitz der Vettern Rinck von Baldenstein über, die es 1821 an Bern abtraten. Es beherbergt seit 1963 das Archiv des Fürstbistums Basel und die Altbestände der Bibliothek des Berner Juras.
Zu seinen Söhnen gehörte der fürstbischöfliche Domherr und Grossarchidiakon Heinrich von Ligerz.

## Belege
1. 1 2  Philippe Froidevaux: Johann Friedrich Konrad von Ligerz. In: Historisches Lexikon der Schweiz.  12. Juli 2007.

| Personendaten    | Personendaten                          |
| ---------------- | -------------------------------------- |
| NAME             | Ligerz, Johann Friedrich Konrad von    |
| ALTERNATIVNAMEN  | Gléresse, Jean Henri Armand de         |
| KURZBESCHREIBUNG | Fürstbischöflich Basler Landhofmeister |
| GEBURTSDATUM     | 16. September 1706                     |
| GEBURTSORT       | La Neuveville                          |
| STERBEDATUM      | 10. Juli 1777                          |
| STERBEORT        | Pruntrut                               |